# 람타멘차이군

람타멘차이군(ลำทะเมนชัย)은 나콘랏차시마주의 행정 구역이다. 이 지역의 총 인구 수는 2013년 기준으로 32527명이다. 인구 밀도는 104.4km2이다.

## 지리
이웃 군으로는 동쪽 시계방향으로 다음과 같다: 쿠므앙군, 부리람주 람플라이맛군, 춤푸앙군, 므앙양군.
이 지역의 이름은 이 지역의 주요 강인 타멘차이강의 이름을 따서 지어졌다.

## 행정 구역
| 1. | Khui       | ขุย     |  |
| 2. | Ban Yang   | บ้านยาง |  |
| 3. | Chong Maeo | ช่องแมว |  |
| 4. | Phlai      | ไพล    |  |